# William Hooker
William Jackson Hooker, född 6 juli 1785 i Norwich i Norfolk, död 12 augusti 1865 i Kew i London, var en brittisk botaniker; far till Joseph Dalton Hooker.
Hooker företog 1809 en vetenskaplig forskningsresa till Island och utgav däröver en beskrivning: Journal of a Tour in Iceland (1811). Sedan han utgivit flera betydande botaniska arbeten (bland annat British Jungermanniæ, 1816, Muscologia britannica, tillsammans med Taylor, 1818, andra upplagan 1827 och Musci exotici, 1818-20), kallades han till professor i botanik vid University of Glasgow och publicerade bland annat Exotic Flora (1823-27), Icones filicum (tillsammans med Greville, 1829-31), The British Flora (1830; åttonde upplagan 1861) och Flora boreali-americana (1833, 1840). Därjämte fortsatte han 1827-64 "W. Curtis' Botanical Magazine" (37 band). 
År 1841 kallades han till direktor för Kew Gardens, vilken under hans ledning utvecklade sig på ett storartat sätt, och utgav bland annat Icones plantarum (10 band, 1837-54), Genera filicum (1842), Species filicum (fem band, 1846-64) och The British Ferns (1861-62). Dessutom redigerade han "Botanical Miscellany" (1830-33), "Journal of Botany (1834-42), "The London Journal of Botany" (1842-48) samt "Journal of Botany and Kew Garden Miscellany" (1849-57). Han blev korresponderande ledamot av svenska Vetenskapsakademien 1815 (utländsk ledamot 1833) och ledamot av Vetenskapssocieteten i Uppsala 1847.
Auktorsnamnet Hook. kan användas för William Hooker i samband med ett vetenskapligt namn inom botaniken; se Wikipediaartiklar som länkar till auktorsnamnet.